# بيتر تشرنين
بيتر تشرنين (بالإنجليزية: Peter Chernin)‏ هو رجل أعمال ومستثمر أمريكي وهو رئيس مجلس الإدارة والرئيس التنفيذي لمجموعة تشرنين التي أنشأها في عام 2009 والتي تنشط وتستثمر في شركات قطاع الإعلام، الترفيه، والتقنية.

## أفلام أنتجها
- نهوض كوكب القردة
- النسيان
- الحرارة
- بزوغ كوكب القرود
- التسليم
- خروج: الآلهة والملوك

## روابط خارجية
- بيتر تشرنين على موقع IMDb (الإنجليزية)
- بيتر تشرنين على موقع بوكس أوفيس موجو (الإنجليزية)
- بيتر تشرنين على موقع إن إن دي بي (الإنجليزية)
- بيتر تشرنين على موقع قاعدة بيانات الفيلم (الإنجليزية)